# Crambe schugnana
Crambe schugnana är en korsblommig växtart som beskrevs av Sergei Ivanovitsch Korshinsky. Crambe schugnana ingår i släktet krambar, och familjen korsblommiga växter. Inga underarter finns listade i Catalogue of Life.